# ETS en la industria del porno
Las enfermedades de transmisión sexual en la industria del porno abordan el problema de seguridad y salud ocupacional en la industria del sexo de la transmisión de infecciones de transmisión sexual ETS, especialmente el VIH/SIDA, que se convirtió en una causa importante de preocupación desde la década de 1980, especialmente para actores de películas pornográficas. A partir de 2009, se habían registrado veintidós casos de VIH en la industria de la pornografía en los Estados Unidos; aproximadamente la mitad estaban entre los hombres que trabajan en películas gay, y la otra mitad eran hombres y mujeres que trabajaban en producciones heterosexuales. 

## Tipos de enfermedades
Debido a que la producción de películas pornográficas involucra relaciones sexuales no estimuladas, generalmente sin condones (barebacking), los actores pornográficos son particularmente vulnerables a las enfermedades de transmisión sexual, como la clamidia, la gonorrea, la sífilis y el VIH/SIDA.

## Casos de VIH

### 1980 y 1990

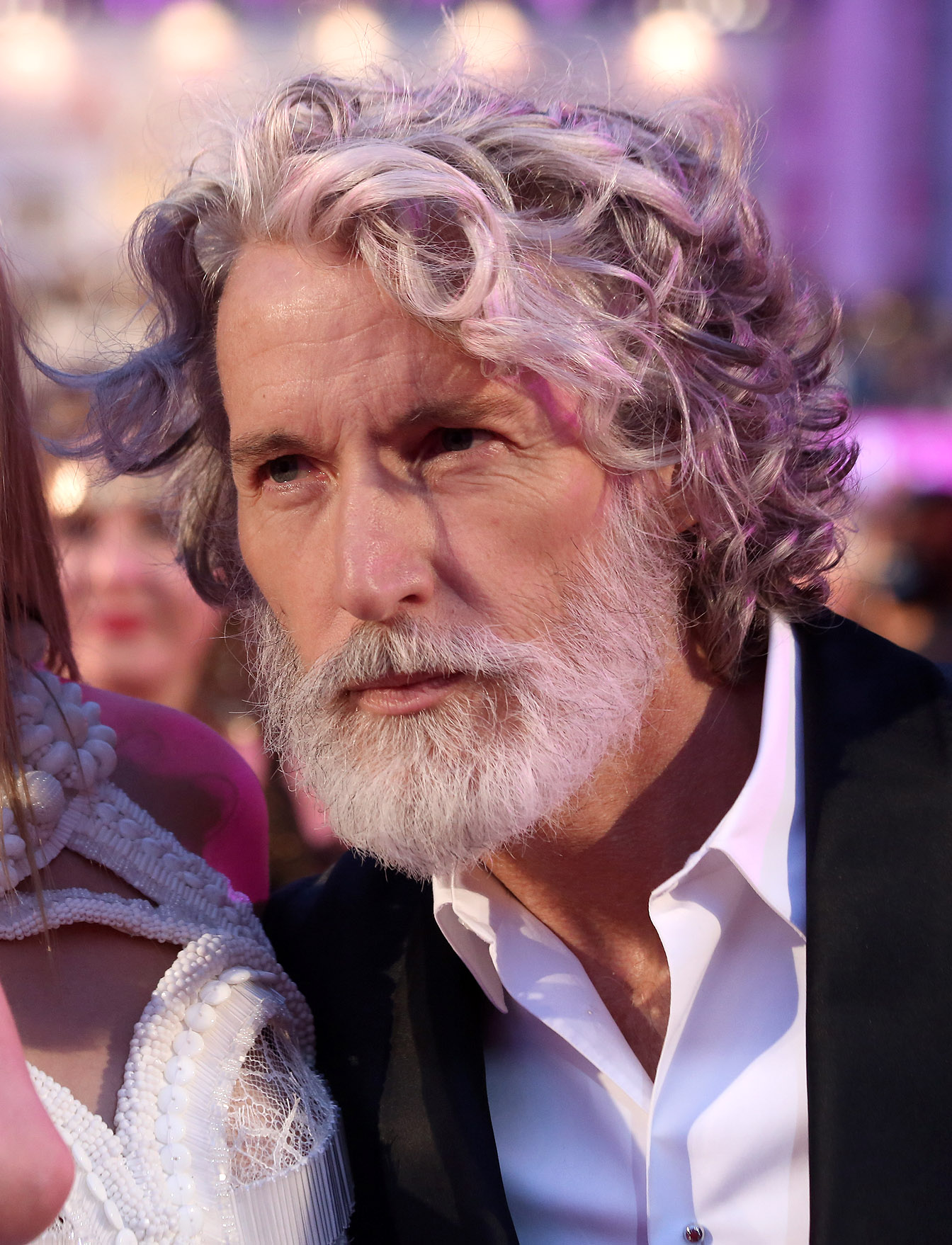
Aiden Shaw dio positivo al VIH en 1997

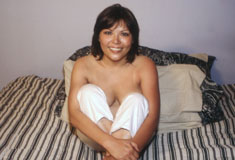
Brooke Ashley dio positivo al VIH en 1998 pero regreso a la pornografía en 2005 en una película con su novio, Eddy Wood, quién era también VIH positivo.

Según la exactriz pornográfica Shelley Lubben, un brote de VIH en la década de 1980 provocó la muerte de 27 estrellas porno entre 1985 y 1992, entre ellas Wade Nichols (quien murió en 1985), John Holmes (1988), Marc Stevens (1989) y Al Parker (1992).
Cuándo Nichols murió en 1985, su amante la estrella porno Ron Jeremy negó que Nichols su muerte estuviera relacionada con el sida así que dijo que sólo era especulaciónes de la prensa.
En febrero de 1986 Holmes fue diagnosticado con VIH positivo. Seis meses antes, había dado negativo. Durante el verano de 1986, Holmes conociendo su estado de VIH, acordó actuar en dos películas pornográficas para ser filmadas en Italia, sin informar a los productores sobre su estado de VIH.
La caída de la emperatriz romana, fueron Ilona "Cicciolina" Staller, que más tarde se convirtió en miembro del parlamento italiano, Tracey Adams, Christoph Clark y Amber Lynn. Los artistas The Devil In Mr. Holmes, fueron Adams, Lynn, Karin Schubert y Marina Hedman. Posteriormente, se reveló que Holmes había elegido conscientemente no revelar su estado de VIH a sus productores o compañeros de reparto antes de participar en relaciones sexuales sin protección para la filmación. Cuando su salud empeoró, Holmes atribuyó su condición al cáncer de colon y confesó que tenía sida en enero de 1987. Finalmente murió de complicaciones relacionadas con el sida el 13 de marzo de 1988, a la edad de 43 años.
Stevens murió de sida en 1989, a los 46 años Parker murió en 1992 por complicaciones del sida, a los 40 años. Marc Wallice, un conocido usuario de drogas intravenosas, resultó con VIH positivo en 1998. El 30 de abril de 1998, Adult Industry Medical (AIM) le diagnosticó VIH positivo. Se alegó que había ocultado su estado de VIH positivo durante dos años, con rumores de que lo había logrado mediante un análisis de sangre falso a través de varios ciclos de pruebas de VIH para continuar trabajando.
Esta especulación se ha cuestionado e investigado mediante las pruebas de Wallice, pero no se ha dudado de que durante este período Wallice infectó a siete mujeres en el set donde trabajaba con Brooke Ashley, Tricia Devereaux, Caroline, Nena Cherry, Jordan McKnight, Barbara Doll y Kimberly Jade.

## Pruebas y clínicas
Las revelaciones llevaron a la creación de la Fundación de Atención Médica para Adultos (AIM Healthcare o AIM) en 1998, que ayudó a establecer un sistema de monitoreo en la industria de películas pornográficas en los Estados Unidos, y se requirió la prueba de VIH en actores de películas pornográficas cada 30 días.
El sistema AIM requería que todos los contactos sexuales se registraran, con resultados positivos de las pruebas que dieron lugar a todos los contactos sexuales durante los últimos tres a seis meses para ser contactados y reexaminados. El uso de condones se convirtió en un estándar en las películas con sexo anal homosexual. Debido a las pruebas médicas precisas y obligatorias, los casos de VIH y SIDA se volvieron raros en la industria del cine pornográfico.[cita requerida]
Sin embargo, la prueba es voluntaria (aunque la negativa a ser probada puede hacer que el actor no tenga un rol sexual) y no hay pruebas ni supervisión de la industria cinematográfica pornográfica en otros países. Ha habido indicios de que los actores abandonaron la industria voluntariamente, al menos la industria en los Estados Unidos, en lugar de ser evaluados por AIM y se les ha revelado su estado de SIDA y VIH. 
AIM cerró todas sus operaciones en mayo de 2011, obligando a la industria a buscar otros mecanismos para respaldar y hacer cumplir las pruebas regulares. La brecha fue llenada por la Free Speech Coalition, que configuró el sistema APHSS, ahora conocido como Performer Availability Screening Services (PASS).